# 小行星6052
小行星6052（英語：6052 Junichi）是一颗围绕太阳公转的小行星。1992年2月9日，圓舘金、渡邊和郎在北见发现了此天体。
这颗小行星的绝对星等为275.94591等。